# Hans Martin Steiner
Hans Martin Steiner (ur. 23 sierpnia 1938 w Wiedniu, zm. 19 grudnia 2014) – austriacki zoolog i ekolog. 
Uważany był za jednego z pionierów ruchu ekologicznego w Austrii, w 1984 prowadził kampanię przeciwko budowie elektrowni wodnej Hainburg na Dunaju i opowiadał się za ochroną naturalnych odcinków doliny Kamp.
Po ukończeniu studiów zoologicznych i paleontologicznych na Uniwersytecie Wiedeńskim pełnił w latach 1961–1965 funkcję dyrektora Austriackiego Instytutu Ornitologicznego w Neusiedl am See. W 1966 złożył na Uniwersytecie Wiedeńskim rozprawę doktorską na temat systematyki i ekologii myszy leśnych w zalewowych dolinach Dunaju w Stockerau. Jednocześnie został asystentem w Instytucie Zoologii Doświadczalnej oraz Anatomii Porównawczej i Fizjologii na Uniwersytecie Zasobów Naturalnych i Nauk Przyrodniczych w Wiedniu, gdzie w 1971 ukończył habilitację. W 1977 został mianowany profesorem nadzwyczajnym na Uniwersytecie Zasobów Naturalnych i Nauk Przyrodniczych w Wiedniu. W 1979 roku został kierownikiem Instytutu Zoologii na tym uniwersytecie, a w 1981 roku został tam mianowany profesorem zwyczajnym. Był pierwszym profesorem na BoKu, który uczył rolnictwa ekologicznego i starał się zapewnić zoologiczne podstawy dla kursu hipologii.
Steiner interesował się kręgowcami lądowymi, ze szczególnym uwzględnieniem ornitologii i małych ssaków. W swoich badaniach ekologicznych skupiał się na lasach łęgowych i gruntach ornych. W 1970, wspólnie z Josefem Eiseltem, opisał irański gatunek salamandry Paradactylodon persicus.